# 이재원 (1997년)
이재원(利材元, 1997년 2월 21일 ~ )은 대한민국의 축구 선수로 포지션은 센터백이며 현재 K리그1 중앙 미드필더, 오른쪽 윙어, 오른쪽 풀백 소속이다.

## 클럽 경력
2024 시즌을 앞두고 K리그1의 수원 FC에 입단했다. 7R 대전과의 홈경기에서 선제 결승골을 기록하며 3년 9개월 만의 득점으로 1:0으로 구단의 시즌 두 번째 승리에 앞장섰다. 시즌 첫 경기 MOM 및 라운드 베스트 XI에 선정됐다.